# Richard S. Hamilton
Richard Streit Hamilton (ur. 10 stycznia 1943 w Cincinnati, zm. 29 września 2024) – amerykański matematyk, laureat Nagrody Shawa w dziedzinie matematyki z 2011 roku. Specjalizuje się w równaniach różniczkowych cząstkowych i geometrii różniczkowej. Jest znany z istotnego wkładu w udowodnienie hipotezy Poincarégo.

## Życiorys
Urodził się w 10 stycznia 1943 roku w Cincinnati. Uczęszczał do szkoły średniej Walnut Hills High School. W wieku 16 lat, rezygnując z ostatniego roku w szkole średniej, rozpoczął studia na Uniwersytecie Yale.
Studia z wyróżnieniem ukończył w 1963 roku na Uniwersytecie Yale (gdzie jako najbardziej interesujące zajęcia na studiach Hamilton wspomina starożytną grekę i filozofię). W 1966 roku uzyskał doktorat na Uniwersytecie Princeton (promotorem jego, liczącej 196 stron, rozprawy zatytułowanej Variation of Structure of Riemann Surfaces był Robert C. Gunning).
Po doktoracie rozpoczął pracę na Uniwersytecie Cornella, gdzie spotkał zajmującego się analizą na rozmaitościach Jamesa Eellsa. Jego artykuł Harmonic mappings of Riemannian manifolds zainspirował Hamiltona do wprowadzenia pojęcia potoku Ricciego. W połowie lat siedemdziesiątych Hamilton rozpoczął prace nad tymi potokami i w 1982 roku opublikował pierwsze wyniki dotyczące przypadku trójwymiarowych rozmaitości z dodatnią krzywizną Ricciego.
Rezultaty Hamiltona dotyczące potoków Ricciego spotkały się z dużym zainteresowaniem i w efekcie został zaproszony do Instytutu Badań Matematycznych (MSRI) w Berkeley. Innymi gośćmi MSRI byli wówczas Shing-Tung Yau i Richard Schoen, którzy pracowali nad podobnymi zagadnieniami analizy geometrycznej. Ich kontakty okazały się owocne, a Yau był przekonany, że Hamilton może wykorzystać potok Ricciego do rozstrzygnięcia hipotez Poincarégo i Thurstona, i namawiał go, aby się skupił na tych problemach.
W 1984 roku Hamilton (podobnie jak Yau i Schoen) przeniósł się na Uniwersytet Kalifornijski w San Diego, gdzie pracował do 1998. Następnie został profesorem Uniwersytetu Columbia.
Wypromował 6 doktorów.

## Publikacje i osiągnięcia
Autor blisko 50 artykułów (w większości napisanych samodzielnie) i książki Harmonic maps of manifolds with boundary. Swoje prace publikował m.in. w „Journal of Differential Geometry”, „Communications in Analysis and Geometry”, „American Journal of Mathematics”, „Duke Mathematical Journal” oraz najbardziej prestiżowych czasopismach matematycznych świata: „Journal of the American Mathematical Society” i „Inventiones Mathematicae”.
W pracy Three-manifolds with positive Ricci curvature (za którą otrzymał Nagrodę Steele'a za znaczący wkład w badania) opublikowanej w 1982 roku Hamilton wprowadził pojęcie potoku Ricciego (który można w uproszczeniu uważać za równanie przewodnictwa cieplnego dla metryki Riemanna) i rozpoczął badanie jego własności. Waga i potencjał tego pojęcia zostały szybko dostrzeżone przez specjalistów i stało się ono głównym tematem kariery naukowej Hamiltona (blisko 30 spośród jego prac dotyczy tego zagadnienia). Badania Hamiltona nad potokiem Ricciego doprowadziło m.in. do rozstrzygnięcia słynnej hipotezy Poincarégo. 
Technika potoku Ricciego, łącząca metody równań różniczkowych cząstkowych i geometrii Riemanna, znalazła zastosowania w topologii, geometrii i analizie. Jest ona obecnie jednym z najważniejszych narzędzi geometrii różniczkowej i współczesnej analizy geometrycznej. Sam Hamilton wykorzystał potok Ricciego do badania geometrii rozmaitości trójwymiarowych o dodatniej krzywiźnie Ricciego i rozmaitości czterowymiarowych o dodatniej tzw. krzywiźnie izotropowej. Z kolei Simon Brendle i Richard Schoen użyli tej metody do wykazania tzw. różniczkowego twierdzenia o kuli (Differentiable Sphere Theorem).
Nagrodę Shawa Hamilton otrzymał razem z Demetriosem Christodoulou za wysoce innowacyjne prace nad nieliniowymi równaniami różniczkowymi cząstkowymi w geometrii Lorentza i Riemanna oraz ich zastosowaniami w ogólnej teorii względności i topologii.

## Hamilton, Perelman i hipoteza Poincarégo
Prowadząc badania nad potokiem Ricciego Hamilton miał nadzieję, że doprowadzą one do rozwiązania hipotezy geometryzacyjnej Thurstona i, będącej jej szczególnym przypadkiem, słynnej hipotezy Poincarégo. Perelman przyjechał do USA w 1992 roku. Znając już prace Hamiltona, udał się na jego wykład w Institute for Advanced Study, po którym poprosił go o udzielenie odpowiedzi na kilka pytań. W następnym roku Perelman rozpoczął dwuletni staż na Uniwersytecie Kalifornijskim w Berkeley i tam miał ponownie okazję uczestniczyć w wykładach Hamiltona. Po jednym z nich Hamilton powiedział Perelmanowi o dwóch problemach (dotyczących osobliwości, które nazywał „szyjkami” i „cygarem”), które pojawiają się po zastosowaniu potoku Ricciego i które nie pozwalają mu na postęp w rozstrzygnięciu badanych hipotez. Perelman uważał, że w rozwiązaniu jednego z nich pomóc może jego praca o przestrzeniach Aleksandrowa, ale Hamilton nie wiedział, jak ją wykorzystać. W lecie 1995 roku Perelman wrócił do Petersburga. W tym samym roku ukazała się praca Hamiltona, w której przedstawił on kilka pomysłów zakończenia dowodu hipotezy Poincarégo. Przeczytawszy ją, Perelman uznał jednak, że Hamilton utknął w martwym punkcie, natomiast on wie, jak pokonać ówczesne trudności. W 1996 roku napisał do Hamiltona długi list, zarysowując w nim swoje pomysły i licząc na współpracę. Ponieważ nie otrzymał odpowiedzi, zdecydował się pracować sam. Po siedmiu latach jego wysiłki zostały zwieńczone sukcesem.
Za rozwiązanie jednego z siedmiu problemów milenijnych (hipotezy Poincarégo) Instytut Matematyczny Claya przyznał Perelmanowi nagrodę 1 miliona dolarów. Perelman odmówił jednak jej przyjęcia, stwierdzając, że jego wkład w rozwiązanie hipotezy Poincarégo nie był większy niż Hamiltona.

## Wyróżnienia
Hamilton otrzymał:
- 2011 Nagrodę Shawa w dziedzinie matematyki[13]
- 2009 Nagrodę Steele'a za znaczący wkład w badania[8]
- 2003 Clay Research Award(inne języki)[16]
- 1996 Oswald Veblen Prize in Geometry(inne języki)[17]

W roku 1986 był prelegentem sekcyjnym, a w 2006 plenarnym na Międzynarodowym Kongresie Matematyków.
Był też członkiem National Academy of Sciences (od 1999) i Amerykańskiej Akademii Sztuk i Nauk (od 2003).

## Życie prywatne
Jego ojciec William Selden Hamilton był lekarzem i w czasie II wojny światowej służył jako chirurg w United States Navy. Gdy w 1943 i 1944 przebywał w Anglii, jego żona Hester Streit z synami mieszkała ze swoją matką. Hamilton miał (zmarłego w 2021 roku) starszego brata, który był profesorem języków słowiańskich i lingwistyki na Wake Forest University.
W 1965 roku Hamilton poślubił Sally Harper Swigert, z którą miał jednego syna. Ich małżeństwo po kilku latach zakończyło się rozwodem.
Hamilton aktywnie uprawiał sport, w szczególności jazdę konną i windsurfing. Z kolei z odwiedzającym go po rozwodzie synem często jeździł na nartach i nurkował.